# Lijst van voetbalinterlands Colombia - Venezuela
Deze lijst van voetbalinterlands is een overzicht van alle officiële voetbalwedstrijden tussen de nationale teams van Colombia en Venezuela. De Zuid-Amerikaanse buurlanden speelden tot op heden 46 keer tegen elkaar. De eerste ontmoeting, een vriendschappelijke wedstrijd, werd gespeeld in Panama-Stad op 23 februari 1938. Het laatste duel, eveneens een vriendschappelijke wedstrijd, vond plaats op 10 december 2023 in Fort Lauderdale (Verenigde Staten).

## Wedstrijden
| №  | Plaats          | Datum             | Competitie           | Wedstrijd            | Uitslag |
| -- | --------------- | ----------------- | -------------------- | -------------------- | ------- |
| 1  | Panama-Stad     | 23 februari 1938  | Vriendschappelijk    | Colombia – Venezuela | 1 – 2   |
| 2  | Bogota          | 14 augustus 1938  | Vriendschappelijk    | Colombia – Venezuela | 2 – 0   |
| 3  | Barranquilla    | 12 december 1946  | Vriendschappelijk    | Colombia – Venezuela | 2 – 0   |
| 4  | Bogota          | 27 juli 1969      | WK 1970 kwalificatie | Colombia – Venezuela | 3 – 0   |
| 5  | Caracas         | 2 augustus 1969   | WK 1970 kwalificatie | Venezuela – Colombia | 1 – 1   |
| 6  | Panama-Stad     | 9 maart 1970      | Vriendschappelijk    | Colombia − Venezuela | 3 − 0   |
| 7  | Caracas         | 3 juni 1972       | Vriendschappelijk    | Venezuela – Colombia | 2 – 1   |
| 8  | Medellín        | 9 juli 1978       | Vriendschappelijk    | Colombia − Venezuela | 4 − 0   |
| 9  | San Cristóbal   | 1 augustus 1979   | Copa América 1979    | Venezuela – Colombia | 0 – 0   |
| 10 | Bogota          | 22 augustus 1979  | Copa América 1979    | Colombia – Venezuela | 4 – 0   |
| 11 | Caracas         | 5 januari 1980    | Vriendschappelijk    | Venezuela − Colombia | 0 − 0   |
| 12 | San Cristóbal   | 23 juni 1985      | WK 1986 kwalificatie | Venezuela – Colombia | 2 – 2   |
| 13 | Bogota          | 30 juni 1985      | WK 1986 kwalificatie | Colombia – Venezuela | 2 – 0   |
| 14 | Salvador        | 3 juli 1989       | Copa América 1989    | Colombia – Venezuela | 2 – 4   |
| 15 | San Cristóbal   | 24 februari 1993  | Vriendschappelijk    | Venezuela – Colombia | 0 – 0   |
| 16 | Bogota          | 21 mei 1993       | Vriendschappelijk    | Colombia – Venezuela | 1 – 1   |
| 17 | Barinas         | 28 januari 1994   | Vriendschappelijk    | Venezuela – Colombia | 1 – 2   |
| 18 | San Cristóbal   | 15 december 1996  | WK 1998 kwalificatie | Venezuela – Colombia | 0 – 2   |
| 19 | Barranquilla    | 10 september 1997 | WK 1998 kwalificatie | Colombia – Venezuela | 1 – 0   |
| 20 | Maracaibo       | 30 maart 1999     | Vriendschappelijk    | Venezuela – Colombia | 0 – 0   |
| 21 | Caracas         | 15 april 1999     | Vriendschappelijk    | Venezuela – Colombia | 1 – 1   |
| 22 | Bogota          | 4 juni 2000       | WK 2002 kwalificatie | Colombia – Venezuela | 3 – 0   |
| 23 | San Cristóbal   | 24 april 2001     | WK 2002 kwalificatie | Venezuela – Colombia | 2 – 2   |
| 24 | Barranquilla    | 11 juli 2001      | Copa América 2001    | Colombia – Venezuela | 2 – 0   |
| 25 | Caracas         | 7 mei 2002        | Vriendschappelijk    | Venezuela – Colombia | 0 – 0   |
| 26 | Barranquilla    | 15 november 2003  | WK 2006 kwalificatie | Colombia – Venezuela | 0 – 1   |
| 27 | Lima            | 6 juli 2004       | Copa América 2004    | Venezuela – Colombia | 0 – 1   |
| 28 | Maracaibo       | 26 maart 2005     | WK 2006 kwalificatie | Venezuela – Colombia | 0 – 0   |
| 29 | Maracaibo       | 1 maart 2006      | Vriendschappelijk    | Venezuela – Colombia | 1 – 1   |
| 30 | Bogota          | 17 november 2007  | WK 2010 kwalificatie | Colombia – Venezuela | 1 – 0   |
| 31 | Bucaramanga     | 30 april 2008     | Vriendschappelijk    | Colombia – Venezuela | 5 – 2   |
| 32 | Ciudad Guayana  | 31 maart 2009     | WK 2010 kwalificatie | Venezuela – Colombia | 2 – 0   |
| 33 | East Rutherford | 12 augustus 2009  | Vriendschappelijk    | Colombia – Venezuela | 1 – 2   |
| 34 | Puerto La Cruz  | 3 september 2010  | Vriendschappelijk    | Venezuela – Colombia | 0 – 2   |
| 35 | Barranquilla    | 11 november 2011  | WK 2014 kwalificatie | Colombia – Venezuela | 1 – 1   |
| 36 | Ciudad Guayana  | 26 maart 2013     | WK 2014 kwalificatie | Venezuela – Colombia | 1 – 0   |
| 37 | Rancagua        | 14 juni 2015      | Copa América 2015    | Colombia – Venezuela | 0 – 1   |
| 38 | Barranquilla    | 1 september 2016  | WK 2018 kwalificatie | Colombia − Venezuela | 2 − 0   |
| 39 | San Cristóbal   | 31 augustus 2017  | WK 2018 kwalificatie | Venezuela − Colombia | 0 − 0   |
| 40 | Miami Gardens   | 7 september 2018  | Vriendschappelijk    | Venezuela − Colombia | 1 − 2   |
| 41 | Tampa           | 10 september 2019 | Vriendschappelijk    | Colombia − Venezuela | 0 − 0   |
| 42 | Barranquilla    | 9 oktober 2020    | WK 2022 kwalificatie | Colombia − Venezuela | 3 − 0   |
| 43 | Goiânia         | 17 juni 2021      | Copa América 2021    | Colombia − Venezuela | 0 − 0   |
| 44 | Ciudad Guayana  | 29 maart 2022     | WK 2022 kwalificatie | Venezuela − Colombia | 0 − 1   |
| 45 | Barranquilla    | 7 september 2023  | WK 2026 kwalificatie | Colombia − Venezuela | 1 − 0   |
| 46 | Fort Lauderdale | 10 december 2023  | Vriendschappelijk    | Colombia − Venezuela | 1 − 0   |
| 47 | Maturín         | 9 september 2025  | WK 2026 kwalificatie | Venezuela − Colombia |         |

## Samenvatting
| Competitie        | Totaal gespeeld | Winst Colombia | Gelijk | Winst Venezuela | Doelsaldo Colombia – Venezuela |
| ----------------- | --------------- | -------------- | ------ | --------------- | ------------------------------ |
| WK-kwalificatie   | 19              | 10             | 6      | 3               | 25 − 10                        |
| Copa América      | 7               | 4              | 2      | 1               | 11 − 3                         |
| Vriendschappelijk | 20              | 9              | 8      | 3               | 30 − 14                        |
| Totaal            | 46              | 23             | 16     | 7               | 66 − 27                        |

Wedstrijden bepaald door strafschoppen worden, in lijn met de FIFA, als een gelijkspel gerekend.

## Details

### Eerste ontmoeting
| Vriendschappelijk (Panama-Stad, Panama, 23 februari 1938): |       |                                            |
| Colombia                                                   | 1 – 2 | Venezuela                                  |
| Marcos Mejía 10'                                           | goals | 43' Fernando Ríos 73' (pen.) Fernando Ríos |

### Tweede ontmoeting
| Vriendschappelijk (Bogota, Colombia, 14 augustus 1938): |       |           |
| Colombia                                                | 2 – 0 | Venezuela |
| José María Umaña 25' Julio Torres 35'                   | goals |           |

### Derde ontmoeting
| Vriendschappelijk (Barranquilla, Colombia, 12 december 1946): |       |           |
| Colombia                                                      | 2 – 0 | Venezuela |
| Fulgencio Berdugo 2' Carlos Arango 76'                        | goals |           |

### Vierde ontmoeting
| WK 1970 kwalificatie (Bogota, Colombia, 27 juli 1969):                |       |           |
| Colombia                                                              | 3 – 0 | Venezuela |
| Jorge González 34' Jorge González 56' Hermenegildo Segrera 76' (pen.) | goals |           |

### Vijfde ontmoeting
| WK 1970 kwalificatie (Caracas, Venezuela, 2 augustus 1969): |       |                   |
| Venezuela                                                   | 1 – 1 | Colombia          |
| Luis Mendoza 55'                                            | goals | 61' Javier Tamayo |

### Zevende ontmoeting
| Vriendschappelijk (Caracas, Venezuela, 3 juni 1972): |       |                     |
| Venezuela                                            | 2 – 1 | Colombia            |
| Iván García 33' Luis Mendoza 55'                     | goals | 26' Alejandro Brand |

### Negende ontmoeting
| Copa América 1979 (San Cristóbal, Venezuela, 1 augustus 1979): |       |          |
| Venezuela                                                      | 0 – 0 | Colombia |
|                                                                | goals |          |

### Tiende ontmoeting
| Copa América 1979 (Bogotá, Colombia, 22 augustus 1979):                     |       |           |
| Colombia                                                                    | 4 – 0 | Venezuela |
| Arnoldo Iguarán 17' Félix Valverde 53' Gabriel Chaparro 59' Jaime Morón 86' | goals |           |

### Twaalfde ontmoeting
| WK 1986 kwalificatie (San Cristóbal, Venezuela, 23 juni 1985): |              | |
| Venezuela | 2 – 2        | Colombia |
| Douglas Cedeño 6' Bernardo Añor 64' | goals        | 17' Willington Ortiz 50' (pen.) Hernán Darío Herrera |
| Walter Roque | bondscoach   | Gabriel Ochoa Uribe |
| César Baena Emilio Campos Nicola Simonelli Pedro Acosta René Torres Asdrúbal Sánchez Bernardo Añor Gonzalo Landaeta 46' Douglas Cedeño 65' Herbert Márquez William Méndez | opstellingen | Luis Gómez Gonzalo Soto Miguel Prince Víctor Luna 16' Américo Quiñonez Gérman Morales Jorge Porras Pedro Sarmiento 74' Víctor Lugo Willington Ortiz Jesús Barrios |
| Carlos Maldonado 46' Nelson Carrero 65' Carlos Bentancourt Daniel Nikolac Cecilio González                                                                                | wissels      | 16' Hernán Darío Herrera 74' Luis Eduardo Reyes Pedro Zape Manuel Córdoba Norberto Gil                                                                            |
| Nicola Simonelli 60' | gele kaarten | 67' Gérman Morales |

### Dertiende ontmoeting
| WK 1986 kwalificatie (Bogota, Colombia, 30 juni 1985): |              | |
| Colombia | 2 – 0        | Venezuela |
| Manuel Córdoba 15' Hernán Darío Herrera 27' (pen.) | goals        | |
| Gabriel Ochoa Uribe | bondscoach   | Walter Roque |
| Carlos Navarro Álvaro Escobar Luis Eduardo Reyes Víctor Luna Carlos Ricaurte 83' Hernán Darío Herrera 89' Jorge Porras Pedro Sarmiento Víctor Lugo Willington Ortiz Manuel Córdoba | opstellingen | Daniel Nikolac Carlos Betancourt Cecilio González Pedro Acosta René Torres Asdrúbal Sánchez Carlos Maldonado 46' Douglas Cedeño Herbert Márquez 59' Nelson Carrero Pedro Febles |
| Jesús Barrios 83' Eugenes Cuadrado 89' Luis Gómez Gonzalo Soto Miguel Prince | wissels      | 46' William Méndez 59' Robert Elie César Baena Gonzalo Landaeta Emilio Campos                                                                                                   |
| | gele kaarten | 28' Nelson Carrero |

### Veertiende ontmoeting
| Copa América 1989 (Salvador, Brazilië, 3 juli 1989): |              | |
| Venezuela | 2 – 4        | Colombia |
| Carlos Maldonado 73' Carlos Maldonado 88' | goals        | 72' (pen.) René Higuita 46' Arnoldo Iguarán 71' Antony de Ávila 88' Arnoldo Iguarán                                                                                         |
| Carlos Moreno | bondscoach   | Francisco Maturana |
| César Baena Andrés Paz Luis Camacaro Pedro Acosta William Pacheco Bernardo Añor 54' Carlos Maldonado Laureano Jaimes Roberto Cavallo Stalin Rivas 54' Herbert Márquez | opstellingen | René Higuita Andrés Escobar Carlos Hoyos Luis Carlos Perea Wilson Pérez 60' Bernardo Redín Carlos Valderrama Gabriel Gómez Leonel Álvarez Arnoldo Iguarán 60' Sergio Angulo |
| Noel Sanvicente 54' Ildemaro Fernández 54' | wissels      | 60' Alexis García 60' Antony de Ávila |

### Vijftiende ontmoeting
| Vriendschappelijk (San Cristóbal, Venezuela, 24 februari 1993): |              | |
| Venezuela | 0 – 0        | Colombia |
| | goals        | |
| Ratomir Dujković | bondscoach   | Francisco Maturana |
| José Gómez Carlos García 61' Edson Tortolero Leonardo González Elvis Martínez Miguel Echenaussi Sergio Hernández Marcos Mathías Wilson Chacón 87' Edson Rodríguez 66' José Dolguetta 75' | opstellingen | René Higuita Luis Fernando Herrera Geovanis Cassiani Alexis Mendoza Diego Osorio 46' Mauricio Serna Leonel Álvarez Freddy Rincón 61' Carlos Valderrama John Jairo Tréllez 61' Adolfo Valencia |
| Luis Manuel Filosa 61' Gerson Díaz 66' Dioni Guerra 75' Juan Enrique García 87' | wissels      | 46' Hernán Gaviria 61' Víctor Aristizábal 61' Víctor Pacheco |

### Zestiende ontmoeting
| Vriendschappelijk (Bogota, Colombia, 21 mei 1993): |              | |
| Colombia | 1 – 1        | Venezuela |
| Alexis García 9' | goals        | 43' Stalin Rivas |
| Francisco Maturana | bondscoach   | Ratomir Dujković |
| Faryd Mondragón Luis Fernando Herrera Luis Carlos Perea Alexis Mendoza Diego Osorio Hernán Gaviria Gabriel Gómez Alexis García Carlos Valderrama Adolfo Valencia Arnoldo Iguarán 21' | opstellingen | Rafael Dudamel Elvis Martínez Leonardo González Leonardo Lupi Carlos García 79' Marcos Mathías Wilson Chacón Sergio Hernández Ricardo Milillo 78' Oswaldo Palencia Stalin Rivas |
| John Jairo Tréllez 21' | wissels      | 79' Juan Enrique García 78' José Dolguetta |
| - Debuut van Rafael Dudamel voor Venezuela. |              | |

### Zeventiende ontmoeting
| Vriendschappelijk (Barinas, Venezuela, 28 januari 1994): |              | |
| Venezuela | 1 – 2        | Colombia |
| Edson Rodríguez 61' | goals        | 8' John Jairo Tréllez 64' Iván Valenciano |
| Ratomir Dujković | bondscoach   | Francisco Maturana |
| Jhonny Barreto ??' Alexander Hezzel Héctor Rivas Leonardo González Bernardo Añor ??' Edson Tortolero Gabriel Miranda ??' Marcos Mathías Noel Sanvicente ??' Stalin Rivas Herbert Márquez | opstellingen | Óscar Córdoba Alexis Mendoza Luis Carlos Perea Luis Fernando Herrera Wilson Pérez Carlos Valderrama Gabriel Gómez Leonel Álvarez ??' Mauricio Serna Iván Valenciano ??' John Jairo Tréllez |
| Osnel García ??' Rafael Cabezas ??' Edson Rodríguez ??' Carlos Contreras ??' | wissels      | ??' Alex Escobar ??' Miguel Asprilla |
| - Debuut van Miguel Asprilla (Santos Laguna) voor Colombia. |              | |

### Achttiende ontmoeting
| WK 1998 kwalificatie (San Cristobál, Venezuela, 15 december 1996): |       |                                       |
| Venezuela                                                          | 0 – 2 | Colombia                              |
|                                                                    | goals | 7' Jorge Bermúdez 50' Iván Valenciano |

### Negentiende ontmoeting
| WK 1998 kwalificatie (Barranquilla, Colombia, 10 september 1997): |       |           |
| Colombia                                                          | 1 – 0 | Venezuela |
| Wilmer Cabrera 67'                                                | goals |           |

### Twintigste ontmoeting
| Vriendschappelijk (Maracaibo, Venezuela, 30 maart 1999): |       |          |
| Venezuela                                                | 0 – 0 | Colombia |
|                                                          | goals |          |
| - Debuut van Leopoldo Jiménez voor Venezuela.            |       |          |

### 21ste ontmoeting
| Vriendschappelijk (Caracas, Venezuela, 15 april 1999): |       |                     |
| Venezuela                                              | 1 – 1 | Colombia            |
| Juan Enrique García 68'                                | goals | 50' Neider Morantes |

### 22ste ontmoeting
| WK 2002 kwalificatie (Bogotá, Colombia, 4 juni 2000):             |       |           |
| Colombia                                                          | 3 – 0 | Venezuela |
| Alexander Viveros 27' Iván Córdoba 42' (pen.) Iván Valenciano 88' | goals |           |

### 23ste ontmoeting
| WK 2002 kwalificatie (San Cristobál, Venezuela, 24 april 2001): |       |                                       |
| Venezuela                                                       | 2 – 2 | Colombia                              |
| Alexander Rondón 22' Juan Arango 81'                            | goals | 83' Gerardo Bedoya 87' Víctor Bonilla |

### 24ste ontmoeting
| Copa América 2001 (Barranquilla, Colombia, 11 jul 2001): |       |           |
| Colombia                                                 | 2 – 0 | Venezuela |
| Freddy Grisales 15' Víctor Aristizábal 59' (pen.)        | goals |           |

### 25ste ontmoeting
| Vriendschappelijk (Caracas, Venezuela, 7 mei 2002): |              | |
| Venezuela | 0 – 0        | Colombia |
| | goals        | |
| Richard Páez | bondscoach   | Reinaldo Rueda |
| Gilberto Angelucci Wilfredo Alvarado 82' Luis José Vallenilla Jorge Rojas Rafael Mea Vitali 46' Luis Vera Héctor González 46' Ruberth Morán Miguel Mea Vitali 46' Juan Arango Daniel Noriega 21' | opstellingen | Juan Carlos Henao Elkin Calle José Mera Arley Dinas Roberto Carlos Cortés Juan Carlos Ramírez 62' Luis Felipe Chará 84' Alex Viveros 76' Oscar Restrepo 62' Tressor Moreno 68' Julián Vásquez |
| Juan Enrique García 21' Giovanny Pérez 46' Leonel Vielma 46' Leopold Jiménez 46' Alejandro Cichero 82'                                                                                           | wissels      | 46' Leonardo Rujano 62' Rafael Castillo 68' Jorge Serna 76' Javier Restrepo 84' Alexander Posada                                                                                              |

### 26ste ontmoeting
| WK 2006 kwalificatie (Barranquilla, Colombia, 15 november 2003): |              | |
| Colombia | 0 – 1        | Venezuela |
| | goals        | 9' Juan Arango |
| Francisco Maturana | bondscoach   | Richard Páez |
| Faryd Mondragón Alexander Viveros Luis Perea Mario Yepes Gerardo Vallejo Giovanni Hernández 46' Harold Lozano Jorge Bolaño 54' Freddy Grisales Juan Pablo Ángel Elson Becerra | opstellingen | Gilberto Angelucci Luis José Vallenilla José Manuel Rey Alejandro Cichero Jonay Hernández 7' Miguel Mea Vitali Leopoldo Jiménez 57' Ricardo Páez 57' Gabriel Urdaneta Daniel Noriega Juan Arango |
| Jairo Patiño 46' Eulalio Arriaga 54' | wissels      | 7' Leonel Vielma 57' Jorge Rojas 57' Héctor González |
| Jorge Bolaño 8' Luis Perea 85' | gele kaarten | 1' Miguel Mea Vitali 23' José Manuel Rey 66' Jonay Hernández 70' Leonel Vielma |

### 27ste ontmoeting
| Copa América 2004 (Lima, Peru, 6 juli 2004): |              | |
| Venezuela | 0 – 1        | Colombia |
| | goals        | 21' (pen.) Tressor Moreno |
| Richard Páez | bondscoach   | Reinaldo Rueda |
| Gilberto Angelucci Luis Vallenilla 70' José Manuel Rey Alejandro Cichero Jonay Hernández 65' Miguel Mea Vitali Leopoldo Jiménez Ricardo Páez Juan Arango Alexander Rondón 59' Ruberth Morán | opstellingen | Juan Carlos Henao Gonzalo Martínez Andrés González Andrés Orozco Gustavo Victoria Oscar Díaz 75' Abel Aguilar Jaime Patiño 90+3' David Ferreira 70' Tressor Moreno Sergio Herrera |
| Massimo Margiotta 59' Jorge Rojas 65' Héctor González 70' | wissels      | 70' Jhon Viáfara 75' Jaime Castrillón 90+3' Néider Morantes |

### 28ste ontmoeting
| WK 2006 kwalificatie (Maracaibo, Venezuela, 26 maart 2005): |       |          |
| Venezuela                                                   | 0 – 0 | Colombia |
|                                                             | goals |          |

### 29ste ontmoeting
| Vriendschappelijk (Maracaibo, Venezuela, 1 maart 2006):                                                              |       |                |
| Venezuela | 1 – 1 | Colombia       |
| Jesús Gómez 48' | goals | 70' Elkin Soto |
| - Debuut van Mauricio Casierra, Dayro Moreno (beiden Once Caldas) en Edwin Valencia (América de Cali) voor Colombia. |       |                |

### 30ste ontmoeting
| WK 2010 kwalificatie (Bogota, Colombia, 17 november 2007): |       |           |
| Colombia                                                   | 1 – 0 | Venezuela |
| Rubén Bustos 82'                                           | goals |           |

### 31ste ontmoeting
| Vriendschappelijk (Bucaramanga, Colombia, 30 april 2008):                                             |       |                                         |
| Colombia                                                                                              | 5 – 2 | Venezuela                               |
| Hugo Rodallega 1' Roberto Polo 11' Giovanny Hernández 65' Hugo Rodallega 75' Luis Mosquera 85' (pen.) | goals | 10' Gabriel Cichero 44' Franklin Lucena |

### 32ste ontmoeting
| WK 2010 kwalificatie (Ciudad Guayana, Venezuela, 31 maart 2009): |       |          |
| Venezuela                                                        | 2 – 0 | Colombia |
| Nicolás Fedor 78' Juan Arango 82'                                | goals |          |

### 33ste ontmoeting
| Vriendschappelijk (East Rutherford, Verenigde Staten, 12 augustus 2009): |       |                                             |
| Colombia                                                                 | 1 – 2 | Venezuela                                   |
| Radamel Falcao 38'                                                       | goals | 38' José Manuel Rey 72' Oswaldo Vizcarrondo |

### 34ste ontmoeting
| Vriendschappelijk (Puerto La Cruz, Venezuela, 3 september 2010): |       |                                    |
| Venezuela                                                        | 0 – 2 | Colombia                           |
|                                                                  | goals | 17' Juan Cuadrado 66' Dayro Moreno |
| - Debuut van Juan Cuadrado voor Colombia.                        |       |                                    |

### 35ste ontmoeting
| WK 2014 kwalificatie (Barranquilla, Colombia, 11 november 2011): |       |                     |
| Colombia                                                         | 1 – 1 | Venezuela           |
| Fredy Guarín 11'                                                 | goals | 79' Frank Feltscher |

### 36ste ontmoeting
| WK 2014 kwalificatie (Ciudad Guayana, Venezuela, 26 maart 2013): |              | |
| Venezuela | 1 – 0        | Colombia |
| José Salomón Rondón 13' | goals        | |
| César Farías | bondscoach   | José Pékerman |
| Dani Hernández Gabriel Cichero 83' Andrés Túñez 62' Oswaldo Vizcarrondo Alexander González Juan Arango Franklin Lucena César González Tomás Rincón Fernando Aristeguieta 67' José Salomón Rondón | opstellingen | David Ospina 82' Luis Perea 65' Juan Cuadrado Juan Camilo Zúñiga Carlos Valdés 75' Macnelly Torres Pablo Armero Abel Aguilar Edwin Valencia Radamel Falcao James Rodríguez |
| Agnel Flores 62' Miku 67' Rolf Feltscher 83' | wissels      | 65' Teófilo Gutiérrez 75' Carlos Bacca 82' Aldo Ramírez |
| Franklin Lucena 15' José Salomón Rondón 30' Miku 78' | gele kaarten | 88' Edwin Valencia |

### 37ste ontmoeting
| Copa América 2015 (Rancagua, Chili, 14 juni 2015): |              | |
| Colombia | 0 – 1        | Venezuela |
| | goals        | 60' José Salomón Rondón |
| José Pékerman | bondscoach   | Noel Sanvicente |
| David Ospina Cristián Zapata Pablo Armero 82' Juan Cuadrado Juan Camilo Zúñiga Jeison Murillo Edwin Valencia Carlos Sánchez 63' James Rodríguez Radamel Falcao Carlos Bacca 72' | opstellingen | Alain Baroja Andrés Túñez Oswaldo Vizcarrondo Fernando Amorebieta Roberto Rosales Tomás Rincón 80' Ronald Vargas 74' Luis Manuel Seijas Alejandro Guerra 85' Juan Arango José Salomón Rondón |
| Edwin Cardona 63' Teófilo Gutiérrez 72' Jackson Martínez 82' | wissels      | 74' Franklin Lucena 80' César González 85' Gabriel Cichero |
| Carlos Sánchez 54' Cristián Zapata 71' James Rodríguez 86' | gele kaarten | 19' Luis Seijas 25' Fernando Amorebieta 75' Franklin Lucena 83' Oswaldo Vizcarrondo |

Colfútbol · A-internationals · Selecties · Statistieken · Bondscoaches · Colombiaans vrouwenelftal · Olympisch elftal · Colombia U20 · Colombia U17
1938 – 1949 ·
1950 – 1959 ·
1960 – 1969 ·
1970 – 1979 ·
1980 – 1989 ·
1990 – 1999 ·
2000 – 2009 ·
2010 – 2019 ·
2020 – 2029
WK 1962 · 
WK 1990 · 
WK 1994 · 
WK 1998 · 
WK 2014 · 
WK 2018
OS 1968 · 
OS 1972 · 
OS 1980 · 
OS 1992 · 
OS 2016
1938 · 
1939 · 1940 · 1941 · 1942 · 1943 · 1944 · 
1946 · 
1947 · 
1948 · 
1949 · 
1950 · 1951 · 1952 · 1953 · 1954 · 1955 · 1956 · 
1957 · 
1958 · 1959 · 1960 · 
1961 · 
1962 · 
1963 · 
1964 · 
1965 · 
1966 · 
1967 · 
1968 · 
1969 · 
1970 · 
1971 · 
1972 · 
1973 · 
1974 · 
1975 · 
1976 · 
1977 · 
1978 · 
1979 · 
1980 · 
1981 · 
1982 · 
1983 · 
1984 · 
1985 · 
1986 · 
1987 · 
1988 · 
1989 · 
1990 ·
1991 · 
1992 · 
1993 · 
1994 · 
1995 · 
1996 · 
1997 · 
1998 · 
1999 · 
2000 · 
2001 · 
2002 · 
2003 · 
2004 · 
2005 · 
2006 · 
2007 · 
2008 · 
2009 · 
2010 · 
2011 · 
2012 · 
2013 · 
2014 · 
2015 · 
2016 · 
2017 ·
2018 ·
2019 ·
2020 ·
2021
Algerije ·
Argentinië ·
Australië ·
Bahrein ·
België ·
Bolivia · 
Brazilië ·
Canada ·
Chili ·
China · 
Costa Rica ·
Cuba ·
DDR ·
Duitsland ·
Ecuador ·
Egypte ·
El Salvador ·
Engeland ·
Finland ·
Frankrijk ·
Griekenland ·
Guatemala · 
Haïti ·
Honduras ·
Hongarije ·
Hongkong ·
Ierland ·
Irak ·
Israël ·
Ivoorkust ·
Jamaica ·
Japan ·
Joegoslavië ·
Jordanië ·
Kameroen ·
Koeweit · 
Liberia · 
Marokko ·
Mexico ·
Montenegro ·
Nederland ·
Nederlandse Antillen ·
Nicaragua ·
Nieuw-Zeeland · 
Nigeria ·
Noord-Ierland ·
Noorwegen ·
Panama ·
Paraguay ·
Peru ·
Polen ·
Puerto Rico ·
Qatar ·
Roemenië ·
Saoedi-Arabië ·
Schotland ·
Senegal ·
Servië ·
Slovenië ·
Slowakije ·
Sovjet-Unie ·
Spanje ·
Trinidad en Tobago ·
Tsjecho-Slowakije ·
Tunesië · 
Turkije · 
Uruguay ·
Venezuela ·
Verenigde Arabische Emiraten · 
Verenigde Staten ·
Zuid-Afrika ·
Zuid-Korea ·
Zweden ·
Zwitserland
Brazilië (2014) ·
Engeland (2018) ·
Griekenland (2014) ·
Ivoorkust (2014) ·
Japan (2014) ·
Japan (2018) ·
Polen (2018) ·
Senegal (2018) ·
Uruguay (2014)
FVF · A-internationals · Selecties · Bondscoaches · Statistieken · Venezolaans vrouwenelftal · Olympisch elftal · Venezuela U21 · Venezuela U20 · Venezuela U19 · Venezuela U18 · Venezuela U17
1938 – 1949 ·
1950 – 1959 ·
1960 – 1969 ·
1970 – 1979 ·
1980 – 1989 ·
1990 – 1999 ·
2000 – 2009 ·
2010 – 2019 ·
2020 – 2029
1938 · 
1939–1945 · 
1946 · 
1947 · 
1948 · 
1949 · 1950 · 
1951 · 
1952 · 1953 · 1954 · 
1955 · 
1956 · 
1957–1964 · 
1965 · 
1966 · 
1967 · 
1968 · 
1969 · 
1970 · 
1971 · 
1972 · 
1973 · 
1974 · 
1975 · 
1976 · 
1977 · 
1978 · 
1979 · 
1980 · 
1981 · 
1982 · 
1983 · 
1984 · 
1985 · 
1986 · 
1987 · 
1988 · 
1989 · 
1990 · 
1991 · 
1992 · 
1993 · 
1994 · 
1995 · 
1996 · 
1997 · 
1998 · 
1999 · 
2000 · 
2001 · 
2002 · 
2003 · 
2004 · 
2005 · 
2006 · 
2007 · 
2008 · 
2009 · 
2010 · 
2011 · 
2012 · 
2013 · 
2014 · 
2015 · 
2016 · 
2017 ·
2018 ·
2019 ·
2020 ·
2021 ·
2022 ·
2023 ·
2024
Angola ·
Argentinië ·
Aruba ·
Australië ·
Bahama's ·
Bermuda ·
Bolivia ·
Brazilië ·
Canada ·
Chili ·
China ·
Colombia ·
Costa Rica ·
Cuba ·
Dominicaanse Republiek ·
Ecuador ·
El Salvador ·
Estland ·
Guatemala ·
Guinee ·
Haïti ·
Honduras ·
IJsland ·
Iran ·
Italië ·
Jamaica ·
Japan ·
Joegoslavië ·
Malta ·
Mexico ·
Moldavië ·
Nederlandse Antillen ·
Nicaragua ·
Nieuw-Zeeland ·
Nigeria ·
Noord-Korea ·
Oezbekistan ·
Oostenrijk ·
Panama ·
Paraguay ·
Peru ·
Puerto Rico ·
Saoedi-Arabië · 
Spanje ·
Syrië ·
Trinidad en Tobago ·
Uruguay ·
Verenigde Arabische Emiraten ·
Verenigde Staten ·
Zuid-Korea ·
Zweden ·
Zwitserland